# Gare d'Amorosi-Melizzano
La gare Amorosi - Melizzano est une gare ferroviaire qui dessert les municipalités de Amorosi et Melizzano, dans la province de Benevento. La gare est située sur la ligne Naples-Foggia.